# Padre Abad (distrito)
Padre Abad é um distrito peruano localizado na Província de Padre Abad, região de Ucayali. Sua capital é a cidade de Aguaytia.

## Transporte
O distrito de Padre Abad é servido pela seguinte rodovia:
- PE-5N, que liga o distrito de Chanchamayo (Região de Junín) à Ponte Integración (Fronteira Equador-Peru) - e a rodovia equatoriana E682 - no distrito de Namballe (Região de Cajamarca)
- UC-108, que liga partes do território do distrito
- UC-101, que liga partes do território do distrito
- UC-100, que liga o distrito à cidade de Curimana
- UC-109, que liga o distrito à cidade de Irazola [2][3][4]